# Criollo guyanés
El criollo guyanés (Creolese, según lo escrito por sus hablantes, o simplemente Guyanese) es una lengua criolla basada en el idioma inglés hablada en Guyana. Lingüísticamente, es similar a otros dialectos ingleses de la región del Caribe, pero tiene más influencias de los idiomas africanos y algunas palabras prestadas del neerlandés, lenguas arawak y de los idiomas de India.

## Variedades e influencias
Hay muchos sub-dialectos del criollo guyanés según la ubicación geográfica, el medio urbano o rural y la etnia de los hablantes. Por ejemplo, a lo largo del río Rupununi, donde la población es en gran parte amerindia, existe una forma distinta de criollo guyanés. La zona urbana de Georgetown (ciudad capital) tiene un acento distinto, mientras que dentro de una cierta distancia de esta zona el dialecto/acento cambia de nuevo, especialmente donde se encuentran las aldeas rurales.
Al igual que con otros idiomas del Caribe, las palabras y frases son muy cambiantes, y palabras y frases nuevas pueden ser creadas, cambiadas o evolucionadas en un plazo corto. También se pueden utilizar dentro de un grupo muy pequeño, hasta ser recogidas por una comunidad más amplia. Los grupos étnicos son también conocidos para alterar o incluir palabras a partir de sus propios antecedentes lingüísticos.
El habla de los miembros de las clases altas se encuentran fonéticamente más cerca del inglés británico y estadounidense, mientras que el modo de hablar de los miembros de las clases bajas se parece más a otros dialectos del inglés caribeño.

## Gramática
Es común, en el criollo guyanés, la repetición de los adjetivos y adverbios para dar énfasis (el equivalente a la adición de "very" («muy») o "extremely" («extremadamente») en el inglés británico y estadounidense), un fenómeno también atestiguado en lenguas polinesias. Por ejemplo, "Dis wata de col col" se traduce en «Esta agua está muy fría». "Come now now" se traduce en «Ven ahora mismo». A varios objetos y acciones también fueron dados sus propios nombres que se parecen vagamente al inglés estándar o que reflejan corrupciones del inglés.